# Christelijke gereformeerde kerk (Baarn)
De christelijk gereformeerde kerk aan de Nassaulaan 17 is een gemeentelijk monument aan de Nassaulaan in de Transvaalwijk van Baarn in de provincie Utrecht.
De Christelijk Gereformeerde Gemeente ontstond in 1892 na onvrede over de fusie van de Gereformeerde Kerken in Nederland en de oude Christelijk Gereformeerde Kerk.
Het oorspronkelijk gebouw stond haaks op de Nassaulaan. De evenwijdig aan de Nassaulaan staande beuk is in 1921 gebouwd, het voorportaal en zijaanbouw zijn in 1993 toegevoegd. De vensters hebben rondboogvensters en gekleurd glas.